# Gobiodon fulvus
Gobiodon fulvus és una espècie de peix de la família dels gòbids i de l'ordre dels cipriniformes que es troba a Sud-àfrica, les Filipines, Japó i Taiwan.